# Keys (Oklahoma)
Keys est une census-designated place du comté de Cherokee, dans l'État d'Oklahoma, aux États-Unis. En 2020, elle compte une population de 1 030 habitants.